# Lijst van nummer 1-hits in de Nederlandse Top 40 in 2004
Deze hits stonden in 2004 op nummer 1 in de Nederlandse Top 40.
| Nummer | Datum        | Artiest                        | Titel                           |
| ------ | ------------ | ------------------------------ | ------------------------------- |
| 594    | 3 januari    | Marco Borsato                  | Afscheid nemen bestaat niet     |
|        | 10 januari   | Marco Borsato                  | Afscheid nemen bestaat niet     |
|        | 17 januari   | Marco Borsato                  | Afscheid nemen bestaat niet     |
|        | 24 januari   | Marco Borsato                  | Afscheid nemen bestaat niet     |
|        | 31 januari   | Marco Borsato                  | Afscheid nemen bestaat niet     |
|        | 7 februari   | Marco Borsato                  | Afscheid nemen bestaat niet     |
| 595    | 14 februari  | Treble                         | Ramaganana                      |
| 596    | 21 februari  | Dinand Woesthoff               | Dreamer (Gussie's song)         |
|        | 28 februari  | Dinand Woesthoff               | Dreamer (Gussie's song)         |
| 597    | 6 maart      | Marco Borsato & Do             | Voorbij                         |
|        | 13 maart     | Marco Borsato & Do             | Voorbij                         |
|        | 20 maart     | Marco Borsato & Do             | Voorbij                         |
| 598    | 27 maart     | Usher, Lil' Jon & Ludacris     | Yeah!                           |
|        | 3 april      | Usher, Lil' Jon & Ludacris     | Yeah!                           |
|        | 10 april     | Usher, Lil' Jon & Ludacris     | Yeah!                           |
|        | 17 april     | Usher, Lil' Jon & Ludacris     | Yeah!                           |
| 599    | 24 april     | Eamon                          | F**k it (I don't want you back) |
|        | 1 mei        | Eamon                          | F**k it (I don't want you back) |
|        | 8 mei        | Eamon                          | F**k it (I don't want you back) |
|        | 15 mei       | Eamon                          | F**k it (I don't want you back) |
| 600    | 22 mei       | Boris                          | When you think of me            |
|        | 29 mei       | Boris                          | When you think of me            |
|        | 5 juni       | Boris                          | When you think of me            |
| 601    | 12 juni      | Mario Winans & Enya & P. Diddy | I don't wanna know              |
| 602    | 19 juni      | Counting Crows & BLØF          | Holiday in Spain                |
|        | 26 juni      | Counting Crows & BLØF          | Holiday in Spain                |
|        | 3 juli       | Counting Crows & BLØF          | Holiday in Spain                |
|        | 10 juli      | Counting Crows & BLØF          | Holiday in Spain                |
|        | 17 juli      | Counting Crows & BLØF          | Holiday in Spain                |
| 603    | 24 juli      | O-Zone                         | Dragostea din teï               |
|        | 31 juli      | O-Zone                         | Dragostea din teï               |
|        | 7 augustus   | O-Zone                         | Dragostea din teï               |
|        | 14 augustus  | O-Zone                         | Dragostea din teï               |
|        | 21 augustus  | O-Zone                         | Dragostea din teï               |
|        | 28 augustus  | O-Zone                         | Dragostea din teï               |
|        | 4 september  | O-Zone                         | Dragostea din teï               |
|        | 11 september | O-Zone                         | Dragostea din teï               |
|        | 18 september | O-Zone                         | Dragostea din teï               |
| 604    | 25 september | Marco Borsato & Ali B          | Wat zou je doen                 |
|        | 2 oktober    | Marco Borsato & Ali B          | Wat zou je doen                 |
| 605    | 9 oktober    | André Hazes                    | Zij gelooft in mij              |
|        | 16 oktober   | André Hazes                    | Zij gelooft in mij              |
| 604    | 23 oktober   | Marco Borsato & Ali B          | Wat zou je doen                 |
|        | 30 oktober   | Marco Borsato & Ali B          | Wat zou je doen                 |
| 606    | 6 november   | Lange Frans & Baas B & Ninthe  | Zinloos                         |
|        | 13 november  | Lange Frans & Baas B & Ninthe  | Zinloos                         |
|        | 20 november  | Lange Frans & Baas B & Ninthe  | Zinloos                         |
| 607    | 27 november  | Ch!pz                          | 1001 Arabian Nights             |
|        | 4 december   | Ch!pz                          | 1001 Arabian nights             |
|        | 11 december  | Ch!pz                          | 1001 Arabian nights             |
|        | 18 december  | Ch!pz                          | 1001 Arabian nights             |
| 608    | 25 december  | Men2B                          | Bigger than that                |